# 슬링백

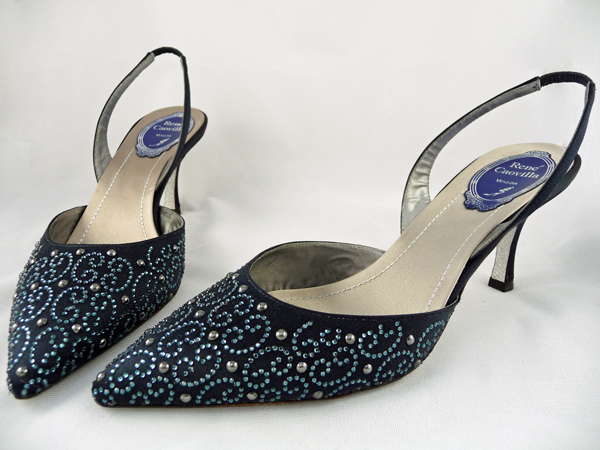
슬링백 힐

슬링백(Slingback)은 여성화의 일종으로, 발목 뒤에서 끈이 가로질러 받쳐주는 신발류를 말한다. 앵클 스트랩은 발목을 끈이 완전히 감싸주지만, 슬링백은 뒤에서만 받쳐준다.
슬링백은 다양한 형태로 출시되고 있다. 스타일에 따라 캐쥬얼하거나 격식적이고, 굽 높이에 따라 다르다. 또, 오픈 토 형식이거나 닫혀있다.